# Jacques Malkin
Jacques Malkin, en francès Jacques Malkin, en realitat Yakov Malkin (Odessa, (Crimea), 16 de desembre, 1875 - Nova York, 8 de desembre, 1964), fou un violinista i professor de música nord-americà d'origen rus. Germà de Joseph i Manfred Malkin, pare de l'artista Malkine.

## Biografia
Nascut a la família de Friedman Malkin i Golda Farberova. A partir de 1893 va estudiar al Conservatori de París, el 1898 es va casar amb la seva companya d'estudis, la violinista danesa Ingebor Magnus, i el mateix any va néixer el seu fill Georges. Va actuar com a part d'un trio familiar tant a França i, després que tots els germans es traslladessin als Estats Units, el 1928 va gravar el trio de piano de Bedřich Smetana. Durant la Primera Guerra Mundial, va dirigir una orquestra que donava concerts per als soldats nord-americans a França directament al front. Fins i tot en el període parisenc, es va interessar per la música antiga, va participar en actuacions de la Societat de Concerts d'instruments antics sota el lideratge de Camille Saint-Saëns i Henri Casadesus a la dècada de 1930. va dirigir el Quintet renaixentista, especialitzat en aquest àmbit, en el qual tocava la viola d'amor. Va ensenyar a Nova York al Conservatori sota la direcció del germà Manfred (aquí els seus alumnes incloïen William Schuman i Julius Schulman), i després a Boston al Conservatori sota la direcció del germà Joseph.
La seva germana fou la cantant d'òpera (soprano) Beata Malkin (1892-1973).